# Pfarrkirche Lambrechten

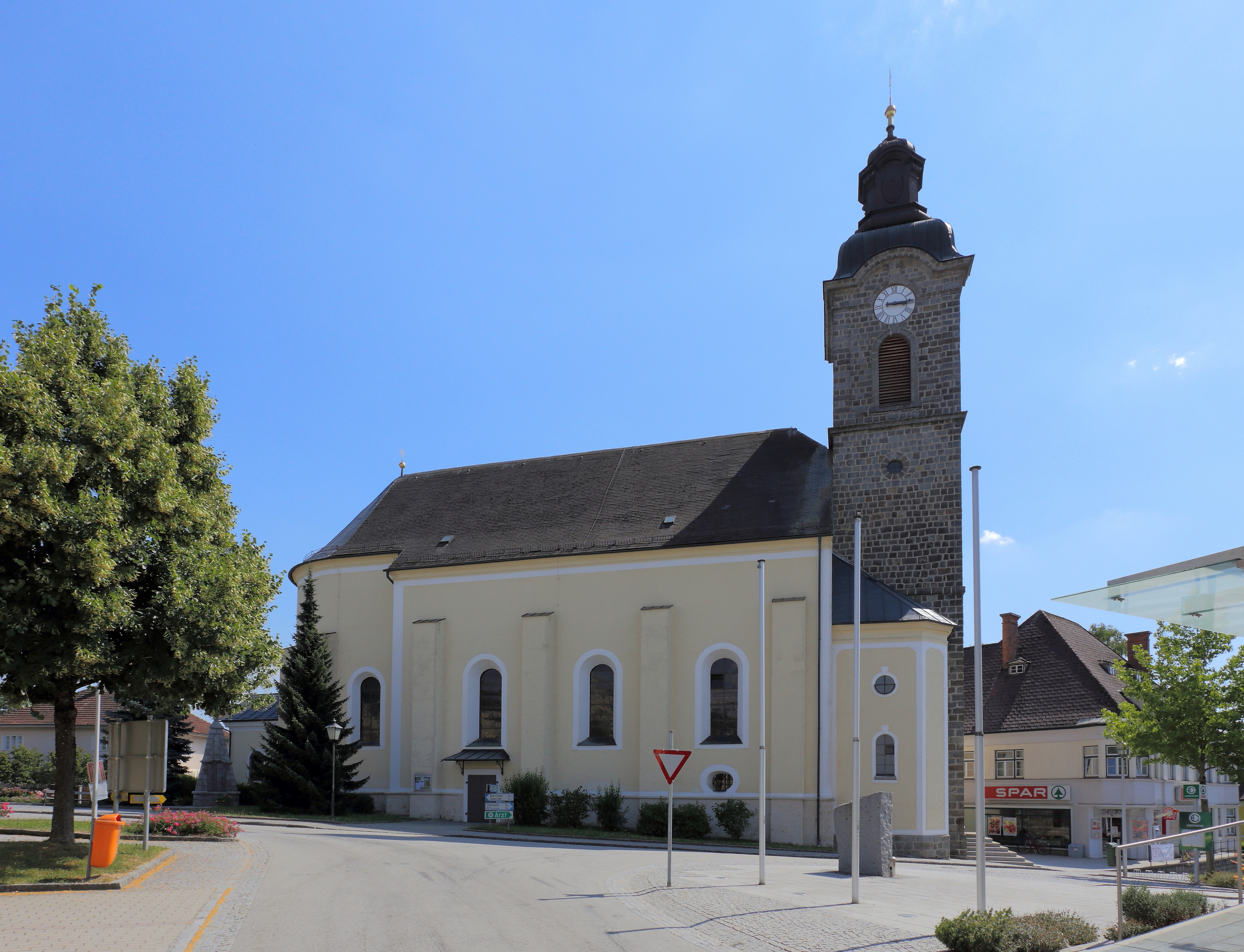
Kath. Pfarrkirche hl. Lambert in Lambrechten

Die Pfarrkirche Lambrechten steht in der Gemeinde Lambrechten in Oberösterreich. Die römisch-katholische Pfarrkirche hl. Lambert – dem Stift Reichersberg inkorporiert – gehört zum Dekanat Altheim in der Diözese Linz. Die Kirche steht unter Denkmalschutz.

## Lagebeschreibung
Das Kirchengebäude war früher ringförmig von einem Friedhof umgeben, auf dem bis 1863 bestattet wurde. An der Südwestseite ist die Kirche eng umbaut.

## Geschichte
Eine Kirche wurde um 1111 urkundlich genannt. Zur Zeit der frühen Kirchenorganisation im Mittelalter gehörten Teile des Gebietes um Lambrechten zur Urpfarre St. Weihflorian. Als eigenständige Pfarre wurde St. Weihflorian erstmals 1182 bezeichnet, als sie zusammen mit der Pfarre Tettenweis dem Passauer „Innbruckamt“ inkorporiert wurde, welches dem St. Ägidien-Spital in der Innstadt unterstand. Der Sprengel der Pfarre St. Weihflorian war sehr ausgedehnt: Er lag zwischen dem Wirkungsbereich der Urpfarre St. Severin sowie dem der Urpfarre Münsteuer und umfasste das Gebiet der heutigen Pfarren Brunnenthal, Schärding, St. Florian am Inn, Suben, St. Marienkirchen und Eggerding, dazu außerdem Anteile der heutigen Pfarren Taufkirchen, Lambrechten und Rainbach. Als es im Jahr 1380 zur Verlegung des Sitzes der Pfarre nach Schärding kam, wurde das zu St. Weihflorian gehörende Gebiet um Lambrechten zur Filiale von Schärding.
Die heutige Kirche wurde von 1724 bis 1726 mit Abt Herculan Kalchgruber von Reichersberg erbaut. Der Turm wurde 1912 erbaut.

## Architektur

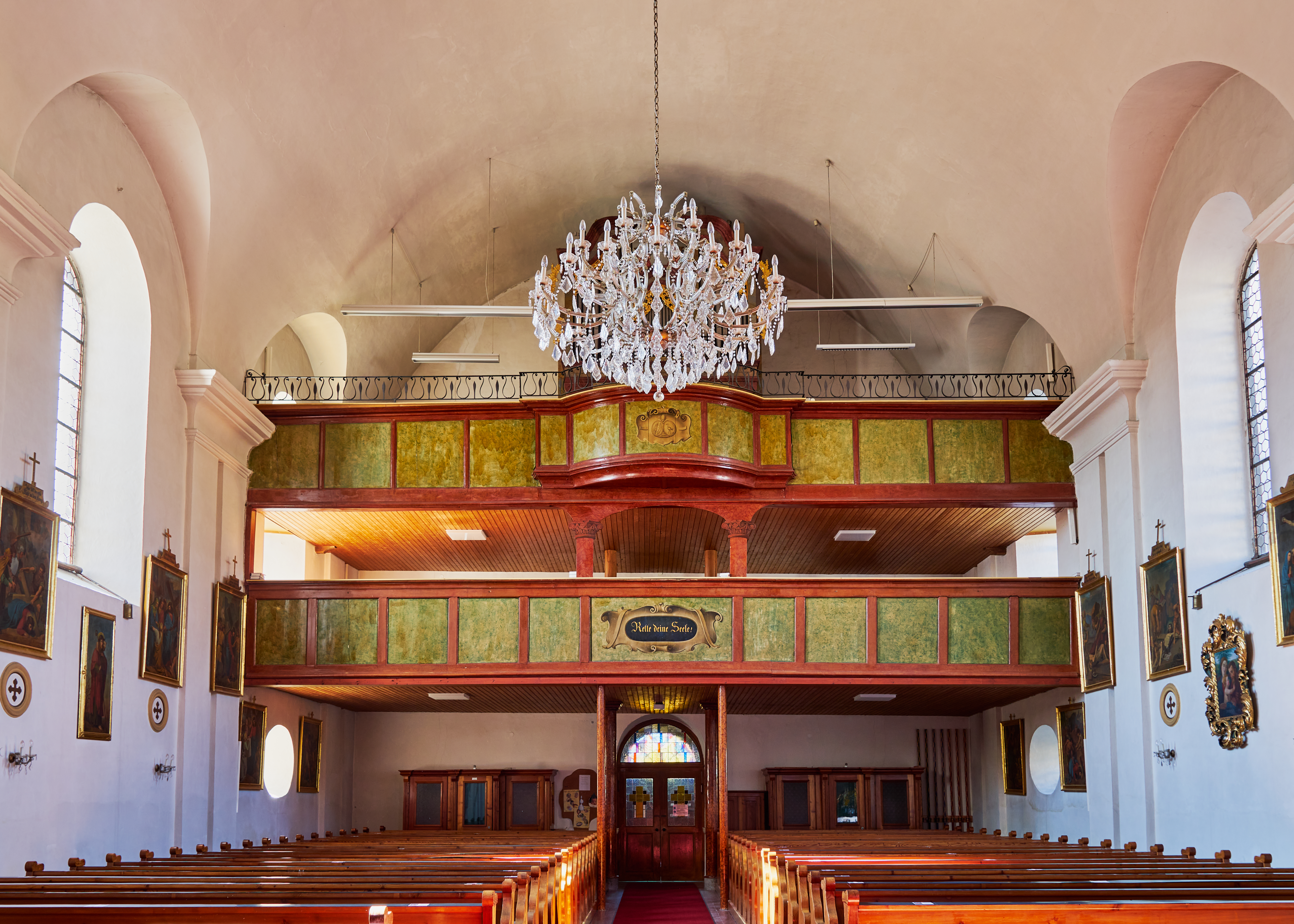
Zweigeschoßige Westempore

Die große Saalkirche mit Doppelwandpilastern hat ein einschiffiges dreijochiges Langhaus mit einem Stichkappentonnengewölbe und einen eingezogenen einjochigen Chor mit einem Tonnengewölbe mit einem Halbkreisschluss mit einer Halbkuppel. Die Westempore hat zwei Geschoße. Der Westturm mit einem geschwungenen Helm mit Laterne wurde 1912 erbaut.

## Ausstattung

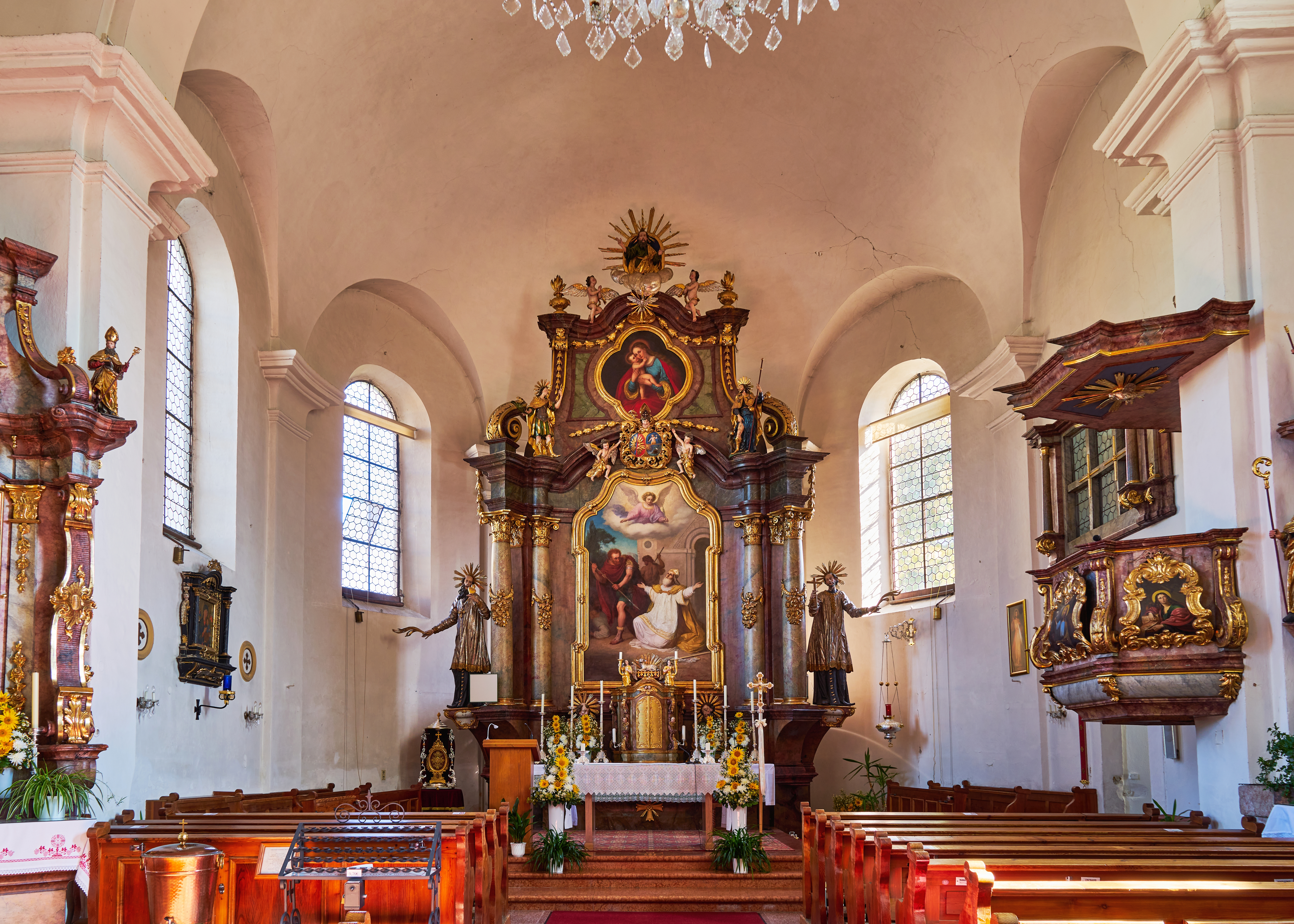
Blick zum Chor

Der Hochaltar um 1760 im Kern mit älteren Teilen wurde 1856 renoviert. Das Altarbild ist aus 1870. An den Seiten des Tabernakels sind zwei Büsten Peter und Paul aus dem dritten Viertel des 18. Jahrhunderts und auf dem Tabernakel eine Statue Immaculata aus dem zweiten Viertel des 18. Jahrhunderts. Der linke Seitenaltar hl. Leonhard aus dem zweiten Viertel des 18. Jahrhunderts hat ein Altarbild vom Maler Doblhammer (1852). Der rechte Seitenaltar hl. Florian entstand um 1726. Die Aufsatzfigur Michael des rechten Seitenaltars und die Leuchterengel der beiden Seitenaltäre schuf Franz Schwanthaler im zweiten Viertel des 18. Jahrhunderts. Das Vortragskreuz sowie die Figurengruppe Taufe Christi auf dem spätgotischen Taufstein sind vermutlich auch von Franz Schwanthaler. Die Kanzel ist aus 1726. Über der Sakristeitür ist ein Bild Abt Herculan Kalchgruber aus 1726.